# Żmuda
Żmuda – część miasta Lututów w Polsce, położona w województwie łódzkim, w powiecie wieruszowskim, w gminie Lututów.
W latach 1975–1998 Żmuda administracyjnie należała do województwa sieradzkiego.
Do 2005 roku Żmuda była miejscowością podstawową typu wieś, od 2006  została częścią wsi Lututów. W 2020 roku Lututów stał się miastem, tym samym Żmuda została częścią miasta.
Urodził się tu Aleksander Pawelec – polski weteran II wojny światowej, kapitan w stanie spoczynku, żołnierz Lądowej Obrony Wybrzeża, Armii Krajowej i 1 Morskiego pułku strzelców, uczestnik walk Obrony Wybrzeża podczas II wojny światowej oraz Honorowy Obywatel Gminy Wejherowo.